# Maieutika
Maieutika (řecky umění porodní báby; porodnické umění – narážka na povolání Sokratovy matky) je termín používaný samotným Sókratem pro umění vést dialog. Maieutika je součást sokratovské metody. Jejím jádrem je myšlenka, že pravda je latentně přítomna v rozumu každého člověka už od narození, ale musí se „přivést na svět“ skrz správně položené otázky učitele.
Maieutika se skládá ze dvou kroků:
Elenktika (řecky „umění převedení“) – Sokrates otřese pozicí svého žáka a nebo partnera v rozhovoru a převede jeho stanovisko do neřešitelného stavu (aporie), přičemž v něm takto probudí touhu po poznání a hledání pravdy.
Protreptika (řecky „umění obrácení“) – Sokrates přivede žáka vhodně položenými otázkami ke správnému názoru, ne však k poznání, které je dosažitelné pouze prostřednictvím nazření idejí.
Cílem maieutiky u Sokrata a Platóna je ευ ζην (eu zén) – „správně/dobře/spravedlivě žít“.